# Policía estatal de Colima
La Policía estatal de Colima  es una dependencia de la administración estatal encargada de velar por la seguridad de los habitantes del estado de Colima y sus municipios aledaños.

## Organización y Actividades
A pesar de que en la actualidad tiene un déficit en el número de oficiales (704 en total en vez de los 1304 como mínimo recomendado), por lo que se tiene una efectividad apenas del 51 por ciento. A pesar de estos números ha logrado la detención de 187 presuntos sicarios, el aseguramiento de 23 armas largas y 62 armas cortas; también se han asegurado 736 mil 31 pesos, 2 mil 293 dosis de drogas sintéticas, 229 de heroína, 212 de mariguana, 123 de cocaína y 290 pastillas psicotrópicas, pero solo el 56.7% de la población considera confiable a los elementos de la corporación.
El 30 de mayo del 2020 fueron raptados 10 polícias estatales y dos civiles luego de viajar al municipio de La Huerta, Jalisco, en cumplimiento de una comisión oficial, informó la Secretaría de Seguridad Pública de Colima. Un día después fueron liberados dos civiles y tres mujeres policías en el municipio de Cuautitlán de García Barragán, en el estado de Jalisco. Los secuestrados estaban ilesos y desconocian la identidad de los captores y el paradero de los demás oficiales. El 2 de junio del 2020 fueron hallados los cadáveres de siete policías abandonas en una camioneta en Manzanillo, Colima. El secretario de seguridad del estado de Colima, Enrique Alberto Sanmiguel anunció su renuncia después del secuestro y asesinato de siete oficiales, argumentando que deja su cargo con la intención de no obstaculizar las investigaciones.
Desde octubre del 2020 la secretaría de seguridad pública puso a disposición una unidad especializada en el combate con la violencia familiar.